# 1896年アテネオリンピックの陸上競技・男子砲丸投

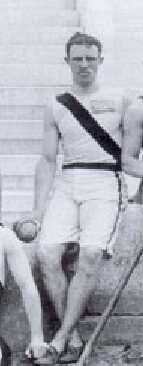
ロバート・ギャレット

1896年アテネオリンピックの陸上競技の男子砲丸投は4月7日に行われ、7人の選手が参加した。ギリシャの2人の選手はどちらもメダルを獲得し、2位のゴウスコスは1位のギャレットに肉薄した。15人の選手がエントリーしたが、出場したのは7人であった。世界記録保持者はジョージ・グレイ(George Gray)であったが、出場しなかった。1896年の最高の選手であったアイルランドのデニス・ホーガンも出場しなかった。この競技は「ギリシャで非常に人気があり」、開催国が勝つチャンスがあった。

## 競技形式

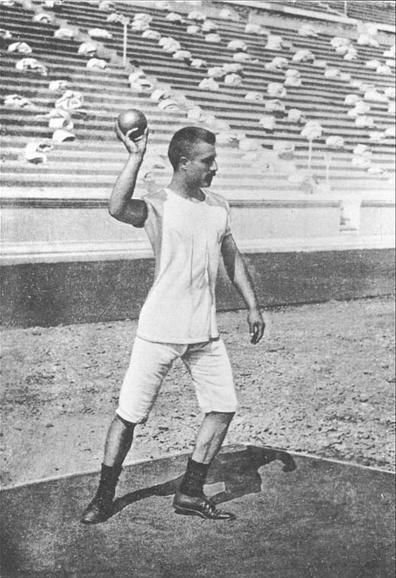
砲丸投げ

1ラウンド制で行われたが、どのような形式で行われたかは明らかでない。各選手が3回投てきし、その後上位4人がさらに3回投てきしたようである。しかし、公式レポートには「5人の選手がしばらくした後辞めたが・・・ゴウスコスとギャレットはかなりの時間スポーツを続けた」と書かれている。
投てきを行うステージは2.13平方メートルであった。ジョージ・S・ロバートソンはここは「競技はイギリスの規則の下で開催されるとされていたが、既知の規則はない」と言った。ロバートソンは、記録された距離が短いのはこの競技場の奇妙さによるものであると考えた。

## 結果
詳細な結果は不明である。トップ3人とその最高の投てきは明確であるが、競技者は誰であるかは情報源により異なる。IOCは7人の競技者をリストし、上位4人をランク付けしている。公式レポートではギャレットの記録は11.22mであり、ゴウスコスは「数センチメートル」負けている。IOCウェブページではゴウスコスの記録は11.20mであるが、他の情報源では様々な記録である（Klugeでは11.20であるが、Olympediaでは11.03であり、zur Megedeでは11.15である）。パパシデリスの記録である10.36mは一致している。4位から7位の4人の競技者には、全く異なる2つのパターンがある。IOCとOlympediaではJensenが4位であり、クラーク、ホフマン、シューマンが5-7位としているが、Klugeやzur Megedeはロバートソン, Adler, ソティリオス・ヴェルシス, Winckler（Versisを除く3人はOlympediaではDNSとされている）が4位から7位とされている。それらではロバートソンの投てきを9.95mとしている。IOCは3位以降の選手の記録を残していないが、Olympediaはシューマンの記録を10.00mとしている。
投てきの順番はほとんど不明であるが、2人の最高記録は具体的に記録されている。ギャレットの最高記録は最初の投てきであった。ゴウスコスの最高記録は最後の投てきであった。最後のゴウスコスの投てきは非常にギャレットの記録と近かったため、母国の観客は勝つのに十分な記録と思い「公式のスコアは誤り、最初はゴウスコスを勝者とした」。しかし、誤りが修正され、ギャレットが勝者として発表された。
Olympediaには12人の非出場者が挙げられているが、（公式レポートと一致して）「15人の最終エントリーのうち7人が出場した」と述べている。
| 順位 | 選手                         | 国             | 記録(m) | 備考          |
| ---- | ---------------------------- | -------------- | ------- | ------------- |
| 1    | ロバート・ギャレット         | アメリカ合衆国 | 11.22   | Template:OlyR |
| 2    | ミルティアデス・ゴウスコス   | ギリシャ       | 11.20   |               |
| 3    | ゲオルギオス・パパシデリス   | ギリシャ       | 10.36   |               |
| 4    | Viggo Jensen                 | デンマーク     | 不明    |               |
| 5—7  | エラリー・クラーク           | アメリカ合衆国 | 不明    |               |
| 5—7  | フリッツ・ホフマン           | ドイツ         | 10.00   |               |
| 5—7  | カール・シューマン           | ドイツ         | 不明    |               |
| —    | Louis Adler                  | フランス       | DNS     |               |
| —    | コンラート・ブッカー         | ドイツ         | DNS     |               |
| —    | アルフレート・フラトー       | ドイツ         | DNS     |               |
| —    | アルファーンス・グリセル     | フランス       | DNS     |               |
| —    | Holger Nielsen               | デンマーク     | DNS     |               |
| —    | Pál Péthy                    | ハンガリー     | DNS     |               |
| —    | ジョージ・S・ロバートソン    | イギリス       | DNS     |               |
| —    | Momčilo Tapavica             | ハンガリー     | DNS     |               |
| —    | Charles Vanoni               | アメリカ合衆国 | DNS     |               |
| —    | Desiderius Wein              | ハンガリー     | DNS     |               |
| —    | ヘルマン・ヴァインゲルトナー | ドイツ         | DNS     |               |
| —    | Charles Winckler             | デンマーク     | DNS     |               |

## ソース
- Lampros, S.P.; Polites, N.G.; De Coubertin, Pierre; Philemon, P.J. & Anninos, C. (1897). The Olympic Games: BC 776 – AD 1896. Athens: Charles Beck (Digitally available at la84foundation.org)
- Mallon, Bill & Widlund, Ture (1998). The 1896 Olympic Games. Results for All Competitors in All Events, with Commentary. Jefferson: McFarland. ISBN 0-7864-0379-9 (Excerpt available at la84foundation.org)
- Smith, Michael Llewellyn (2004). Olympics in Athens 1896. The Invention of the Modern Olympic Games. London: Profile Books. ISBN 1-86197-342-X